# Félix Ribeyre
Félix Ribeyre, né le 6 juin 1831 à Pont-du-Château et mort le 24 mai 1897 à Chamalières, est un journaliste, historien, dramaturge et librettiste français.

## Biographie
Fils d’Hyppolite Ribeyre, officier en retraite, appartenant par sa mère à la famille des de Layros de Verdonnet de la noblesse d’Auvergne, Félix Ribeyre a fait ses études classiques à Clermont-Ferrand, avant d’entreprendre à Paris des études de médecine qu’il a poursuivies jusqu’au seuil du doctorat, jusqu’à ce qu’entrainé par ses gouts littéraires, il y renonce pour se consacrer à la littérature et au journalisme.
Après avoir dirigé plusieurs organes des plus importants de la presse en province, dont entre autres le Mémorial de la Loire, le Courrier du Havre et le Journal de Maine et Loire, le Journal de Saint-Quentin, Hippolyte de Villemessant, qui le connaissait depuis longtemps et appréciait son expérience du journalisme, l’a appelé, en 1878, au Figaro, pour créer la rubrique Presse étrangère, à laquelle il attachait une grande importance. Cette rubrique, fondée et rédigée de concert avec Marie Escudier, a obtenu un grand succès et été adoptée par la plupart des grands journaux parisiens.
Il a également été rédacteur en chef du Courrier du Havre, le Constitutionnel, directeur de l'Écho de la Brie et, à ce titre, président du Syndicat de la Presse de Seine-et-Marne. Comme journaliste, il s’est occupé des sujets les plus divers, politique, économie, littérature ou histoire. Un grand nombre de ses nombreux travaux d’homme de presse, de polémiste, de chroniqueur sont purement politiques, comme la Paix et l’Opinion et le Couronnement de l’édifice ou les quatre volumes de biographies des députés au corps législatif, celles des membres de l’Assemblée Nationale de 1871, des sénateurs et des députés siégeant des deux assemblées parlementaires en 1877, et enfin celles des 584 membres de la Chambre actuelle élus au scrutin du 4 et 18 octobre 1885. Ces biographies sont rédigées sans esprit partisan.
Il a écrit, suppléé par Jules Brisson pour les pages consacrées au Journal des Débats et Firmin Maillard, pour l’histoire du Figaro, les Grands journaux de France, monographie de chacun des journaux de quelque importance existant à l’époque où il a entrepris son travail. Cette histoire complète de la presse de 1830 à 1860 comprend l’historique de chaque journal, les phases de son existence, la biographie et à une étude littéraire sur les rédacteurs. À partir de 1862, il a imaginé et dirigé une revue bibliographique intitulée le Journal des livres.
Au nombre de ses ouvrages historiques, figurent au premier plan son Histoire de la seconde expédition française à Rome et son Histoire de la guerre du Mexique. Comme biographe, son étude sur Cham a obtenu un gros succès du public, et ses notices sur le cardinal Morlot, le docteur Blanchet, et le poète normand, Léon Buquet, fondateur du Courrier du Havre, ont été remarquées.
Bien que presque toujours éloigné de la scène par ses occupations journalistiques et littéraires, il a un peu écrit pour le théâtre, débutant avec un petit à propos en un acte, l’Invasion autrichienne ou les Français en Italie, en mai 1859. en 1879, il a commencé à se faire connaitre comme auteur de ballets, notamment avec les Séléniennes, les Roussalki, la Kermesse et la Mexicaine (1882). Représenté pour la première fois sur la scène des Folies Bergères, le 24 avril 1880, les Roussalki, dont le thème est emprunté à une croyance populaire des paysans Petits-Russiens, a obtenu un très vif succès, atteignant plus de cent cinquante représentations en quelques mois. Il a également écrit en collaboration avec Paul Burani, le livret de la Cantinière, opérette représentée et reprise plusieurs fois au théâtre des Nouveautés, au répertoire duquel elle est restée.
Appartenant depuis les années 1870 à la Société des gens de lettres, il a fait partie du Comité, pendant quatre ans. Il était également membre correspondant de l’Académie des sciences, belles-lettres et arts de Clermont-Ferrand. Fidèle à son Auvergne natale, il a été un des fondateurs de la Soupe aux choux, l’association artistique et littéraire d’Auvergne à Paris. Retourné en Auvergne à sa retraite, il y est mort dans une obscurité presque complète.

## Principales publications
- La Nouvelle Chambre, 1889-1893, biographie des 576 députés, 1890.
- Biographie des 576 députés, 1890.
- La Nouvelle Chambre, 1885-1889, biographie des 584 députés, 1886.
- Les Grands Journaux de France, Paris, Jouaust, 1862, 530 p., 27 cm (lire en ligne).
- Le Dr Blanchet : esquisse biographique, Paris, Édouard Dentu, 1867 (lire en ligne).
- Cham, sa vie et son œuvre  (préf. Alexandre Dumas fils, ill. Gustave Doré), Paris, 1884, 275 p., in-12 (lire en ligne sur Gallica).
- Le 16 mars, d’Angers à Chislehurst, Angers, 1874 (lire en ligne sur Gallica).
- Voyage de S. M. l’Impératrice en Corse et en Orient, 24 août 1869-21 novembre 1869, 1870.
- Les Annales de l’exposition du Havre, Paris, Paul Dupont, 1868, 371 p., in-8º (lire en ligne sur Gallica).
- S. É. Mgr le cardinal Morlot,... Notice historique et biographique, 1863.
- M. Rouher, ministre d’État, Paris, Édouard Dentu, 1863, 24 p., in-18 (lire en ligne sur Gallica).
- L’Empereur et l’Impératrice en Auvergne, 1862.
- La Paix et l’Opinion, Paris, Édouard Dentu, 1859, 46 p., in-8º (lire en ligne sur Gallica).
- Histoire de la seconde expédition à Rome : précédée d’une lettre de S. E. Mgr le Cardinal de Bonnechose, avec une introduction sur le Pontificat de S. S. Pie IX et documents officiels sur le concile œcuménique de Rome, Paris, E. Pick, 1870, 330 p. (lire en ligne).
- Histoire de la guerre du Mexique, Paris, E. Pick de l'Isère, 1863, viii, 312 p., 24 cm (lire en ligne).
- La Cantinière  (avec Paul Burani ; musique de Robert Planquette), Paris, 1880 (lire en ligne).
- L’Invasion autrichienne… à propos patriotique.
- Châtel-Guyon illustré, 1884.